# Intiédougou
Intiédougou est un village du département et la commune rurale de Bondigui, situé dans la province de la Bougouriba et la région du Sud-Ouest au Burkina Faso.

## Géographie

### Démographie
- En 1996, le village comptait 603 habitants recensés[1].
- En 2006, le village comptait 1 511 habitants recensés, dont 51 % de femmes[2].